# أكاديمية سلاح الجو الأمريكي
أكاديمية سلاح الجو الأمريكي (بالإنجليزية: United States Air Force Academy)‏ أختصار(USAFA أو Air Force)
هي اكاديمية عسكرية في الولايات المتحدة تأسست عام 1954 في عهد الرئيس الأمريكي دوايت أيزنهاور 
. وتقع شمال مدينة كولورادو سبرينغس، مقاطعة مقاطعة إل باسو ولاية كولورادو